# 纳夫里亚德乌塞罗
纳夫里亚德乌塞罗，是西班牙卡斯蒂利亚-莱昂索里亚省的一个市镇。总面积37平方公里，总人口80人（2001年），人口密度2人/平方公里。